# Distrito de Nepeña
El distrito de Nepeña es uno de los nueve que conforman la provincia del Santa, ubicada en el departamento de Áncash, en la Costa del Perú.

## Historia
Conforme a lo prescrito en la Suprema Resolución del 12 de abril de 1873, que eleva a la categoría del Distrito de Nepeña, la agencia municipal del mismo nombre, se instala el primer concejo municipal el 22 de noviembre de 1874, siendo alcalde, el señor Juan Rodríguez, teniente Alcalde señor Esteban Naveda, Regidor señor Manuel Márquez Paredes y síndicos señores Teodorico Terry y José María Cabrera. Sin embargo, se tiene conocimiento que en el ordenamiento político de la sociedad geográfica de Lima, Nepeña aparece como distrito, fundado por el Protector del Perú José de San Martín, el 12 de febrero de 1821. Se ha establecido como fecha conmemorativa de creación política del distrito de Nepeña el 12 de abril de cada año, llevándose a cabo un acto solemne en la Municipalidad Distrital.

## Área geográfica
Tiene una superficie de 458,24 km².

## Localidades
Conformado por los centros poblados de Huacatambo, Capellanía, [Nepeña -Capital   de distrito], La Grama, Cerro Blanco, San José, San Jacinto, Motocachy y San Juan.
Algo importante es que en este distrito está ubicado el museo de sitio Punkurí.

## Autoridades

### Municipales
- 2023 - 2026[2]

- - Alcalde: Manuel Figueroa Laos, del Frente de la Esperanza.
  - Regidores:

  1. Sonia Carrasco Laveriano (Frente de la Esperanza)
  2. Jaime García Tarazona (Frente de la Esperanza)
  3. Graese Francisco Bautista (Frente de la Esperanza)
  4. Gabriel Meregildo Melgarejo (Frente de la Esperanza)
  5. Ronald Huamán Figueroa (Movimiento Acción Nacionalista Peruano)

Alcaldes anteriores
- 2007 - 2010:[3] Luis Montalvo Rodríguez del Movimiento "Nepeña Querido".

- 2011 - 2014:[4] Luis Alberto Collazos Matheus, del Movimiento Áncash Dignidad.

- 2015 - 2018:[5] Manuel Figueroa Laos, del partido Democracia Directa.

- 2018 - 2022:[6] Pedro Carranza López, del Movimiento Independiente Río Caudaloso.